# San Giuseppe (Wautier)
San Giuseppe, noto anche come San Giuseppe con in mano un ramo di gigli, è un dipinto della pittrice fiamminga Michaelina Wautier realizzato circa nel 1650 e conservato al Kunsthistorisches Museum di Vienna in Austria.